# Chariovalda
Chariovalda také Chariovald či Cariovalde (1. století př. n. l. - 16 Idistaviso) byl germánský vůdce a válečník kmene Batavů ve službách Římské říše.
Chariovalda je pravděpodobně latinizace germánského antroponyma Hariwald, složeného ze slov hari („armáda“) a wald („kdo vládne“), což znamená „vůdce armády“.
Jako spojenec Římanů se účastnil odvetných bitev vedených v Germánii generálem Germanicem proti germánské koalici vytvořené cheruským vojevůdcem Arminiem. Padl v bitvě na pláni Idistaviso v roce 16.
Poslední bitvu a smrt Chariovaldy popsal římský historik Tacitus ve svých letopisech Annales. Germáni zaujali pozici na druhé straně řeky Visurgis, přičemž římský generál Germanicus, aby nevystavil římské legie nebezpečí, vyslal přes brod řeky dvě kavalérie pod velením centurionů Stertinia a Aemilia, z nichž každá na Germány zaútočila z jiného místa, aby odvrátily pozornost od hlavního útoku. Chariovalda s batavskými vojáky zaútočil ve střední části, v místech kde byl silný proud řeky. Cheruskové toho využili a předstíraným útěkem Chariovaldu s vojskem vylákali na otevřenou pláň obklopenou lesními průsmyky. Když byli batavští bojovníci na otevřené pláni, Cheruskové se obrátili a zahájili náhlý protiútok, přičemž zneškodnili všechny, kteří se jim postavili na odpor. Zbytek vojsk donutili k ústupu tím, že je hnali před sebou. Když unikajícím Batavům docházeli síly zaujali kompaktní seskupení a bránili se bojem zblízka, jiní střelami z dálky. Chariovalda, po dlouhé obraně před nepřátelskou zuřivostí a povzbuzování svých mužů k prolomení husté formace nepřítele se sám vrhl do největší vřavy. Padl uprostřed spršky šipů s probodnutým koněm pod ním. Kolem něho padlo i mnoho urozených batavských bojovníků. Zbytek Batavů se zachránil buď vlastními silami či byli zachráněni přijíždějícími kavalériemi vedenými Stertiniem a Aemiliem.
Chariovalda je Tacitem označován pouze všeobecným pojmenováním vojevůdce (dux), a nikoliv jako praefectus, což naznačuje, že šlo o spojence. V této době se však už pravděpodobně jednalo o auxiliární jednotku Ala Batavorum.